# Mogielica

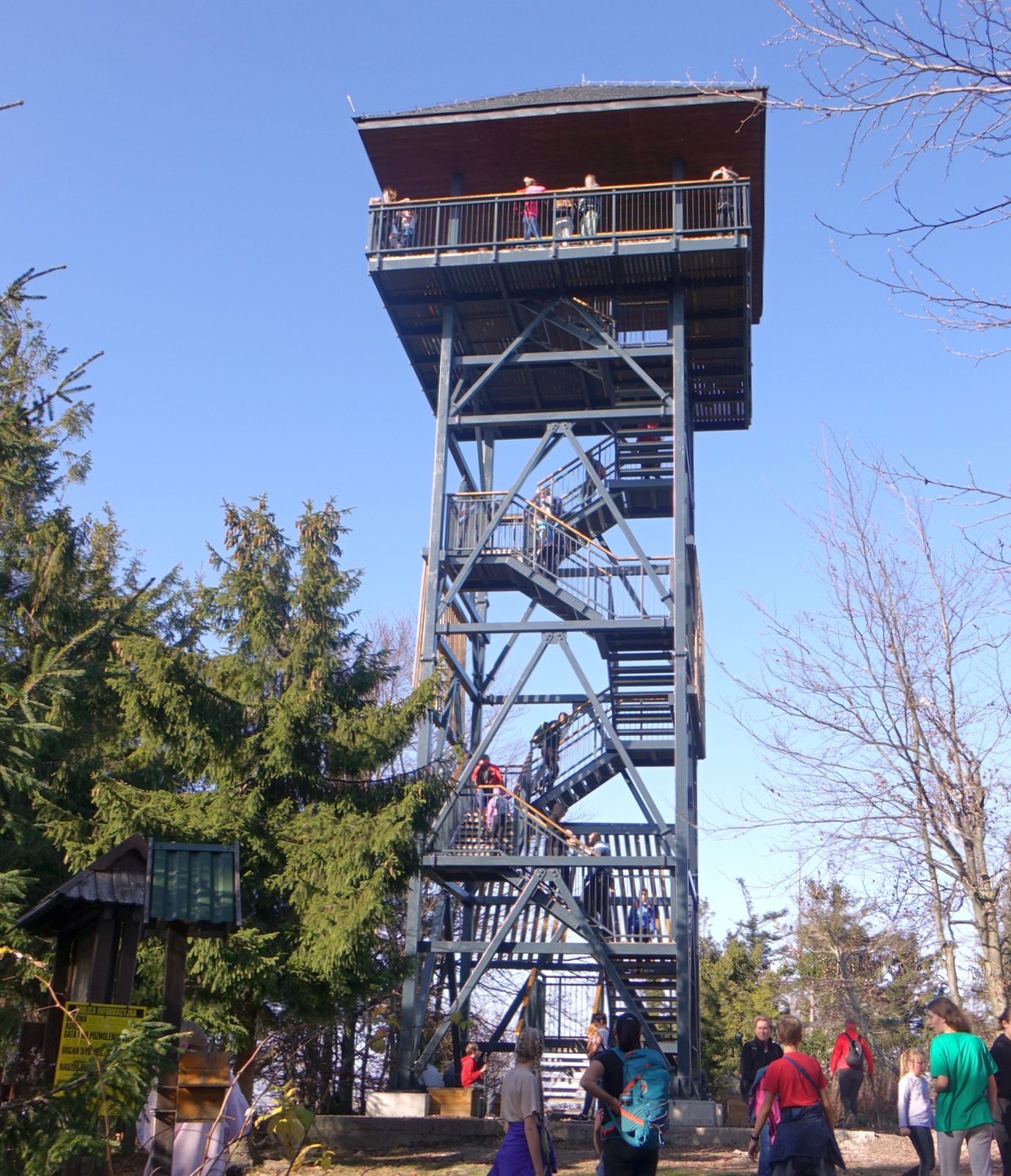
Wieża widokowa na szczycie

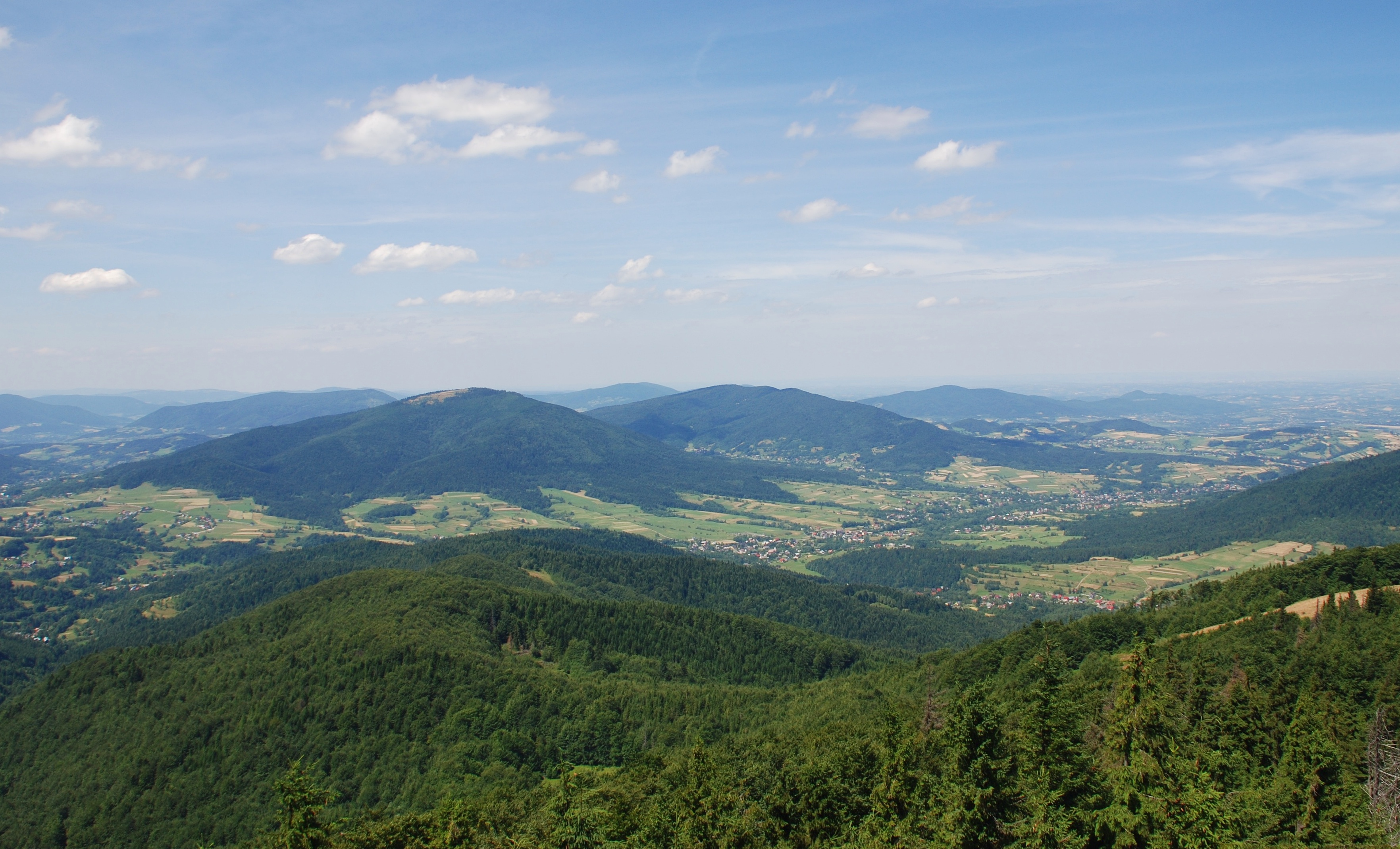
Widok z wieży obserwacyjnej

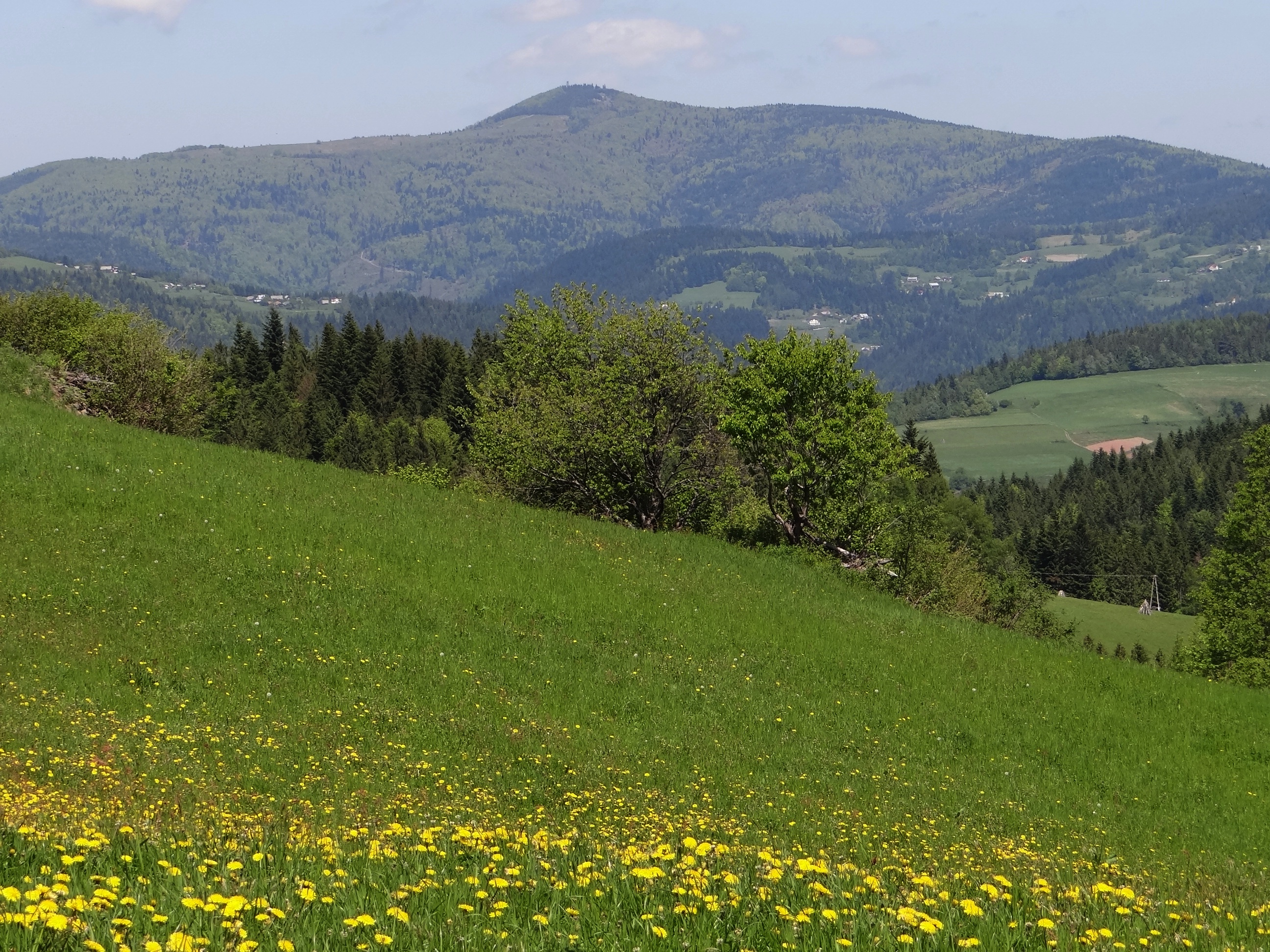
Mogielica, widok z Wierchu Lelonek

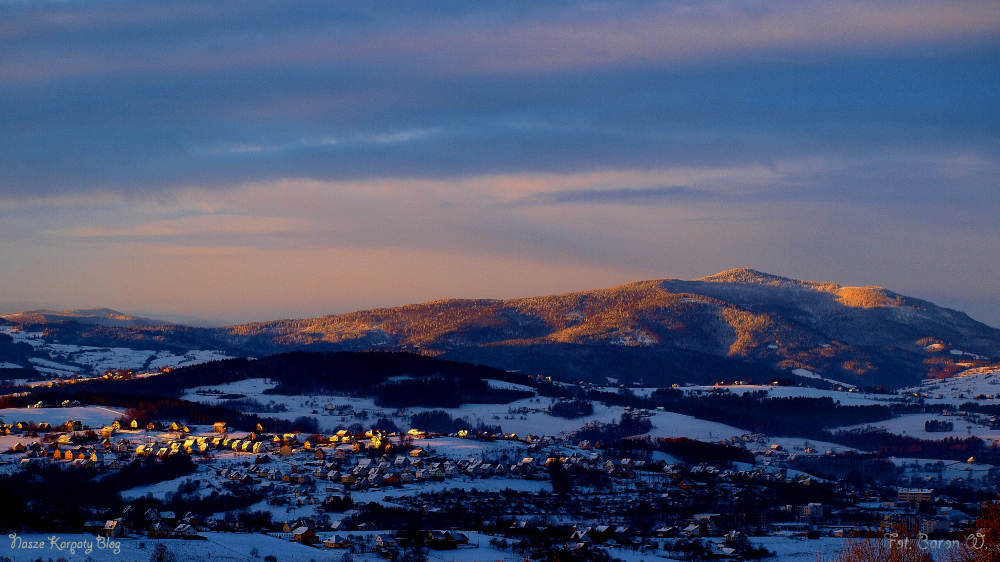
Mogielica widok z Pasma Łososinskiego

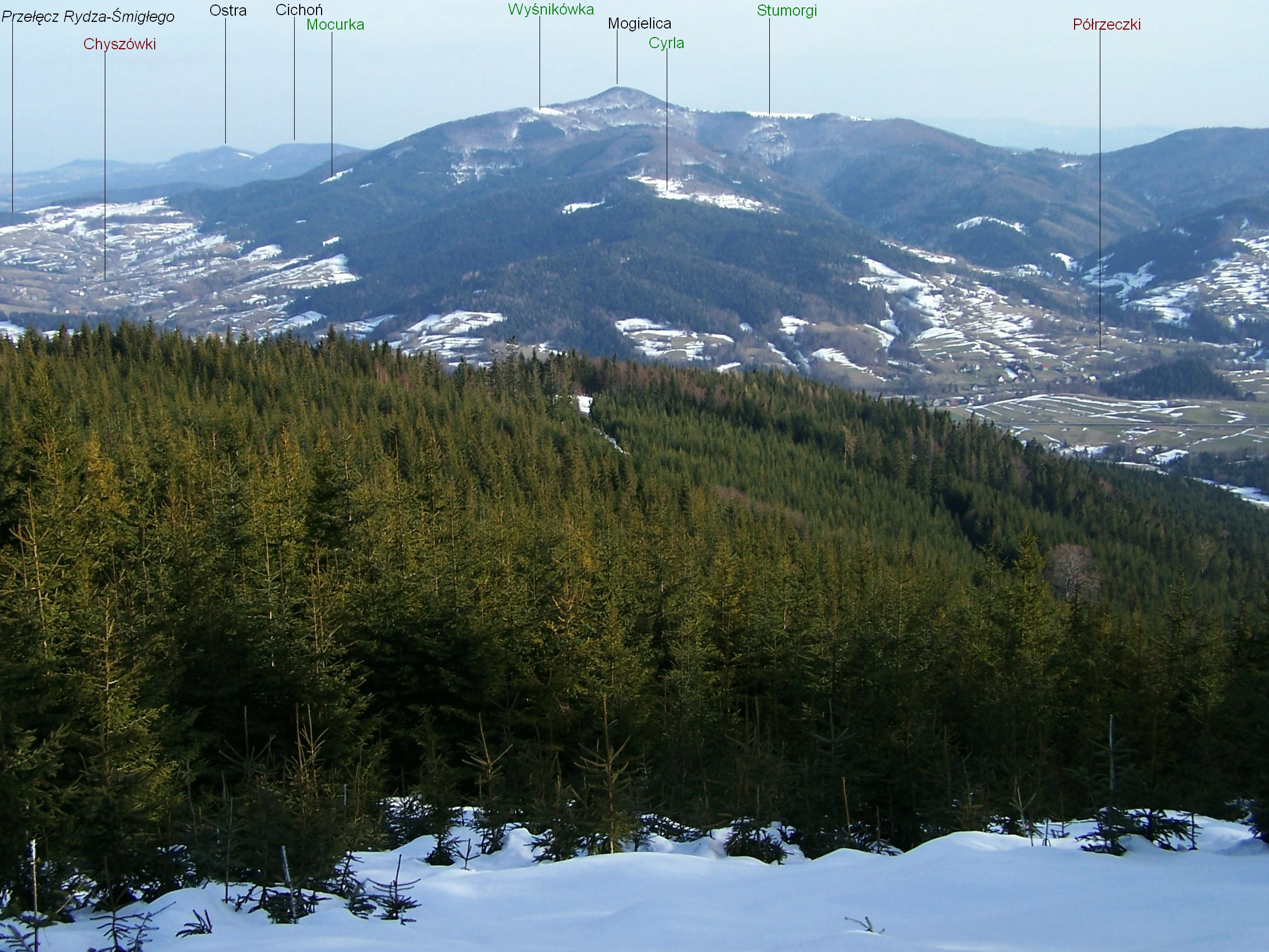
Widok z Ćwilina

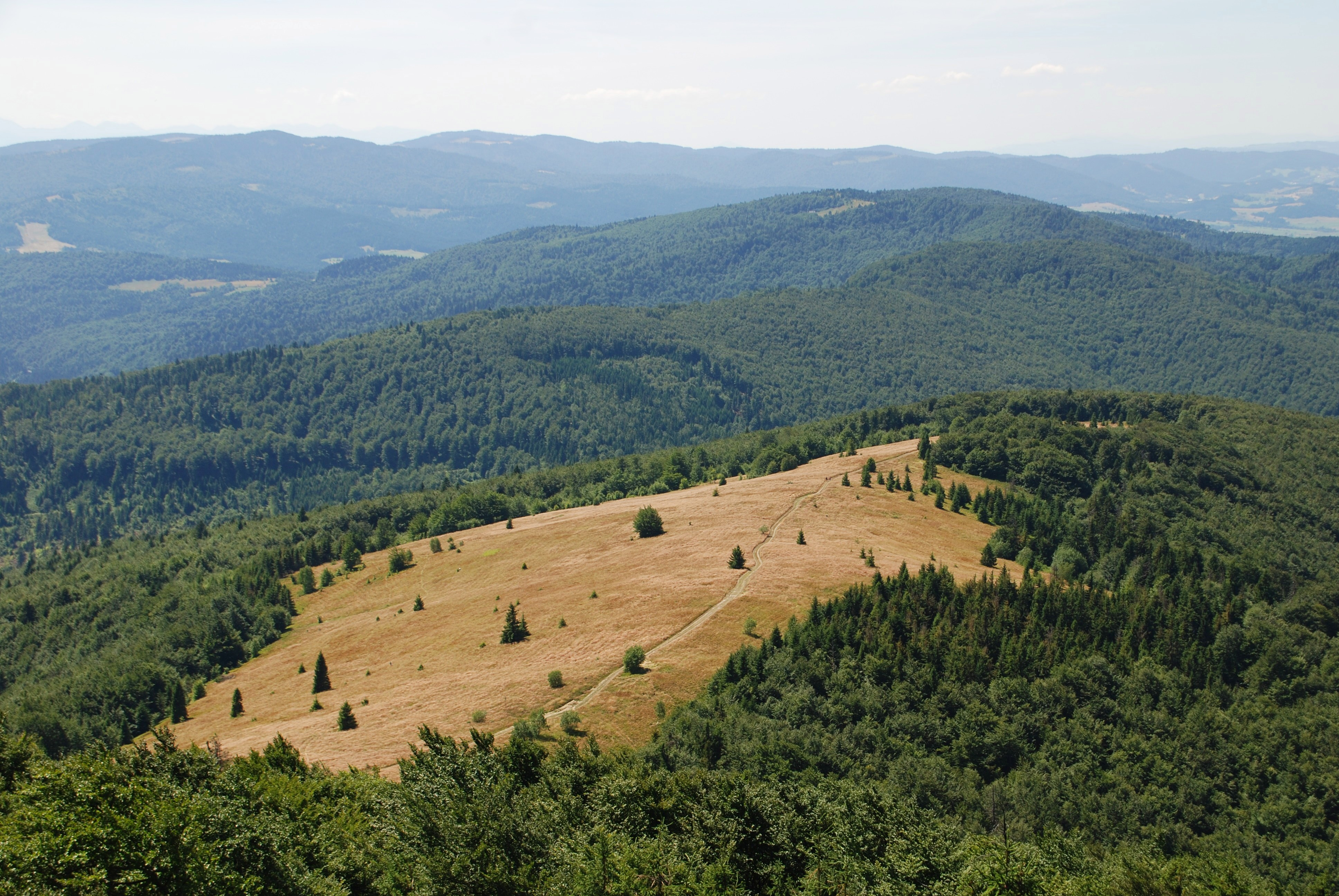
Polana Stumorgowa, widok z wieży na Mogielicy

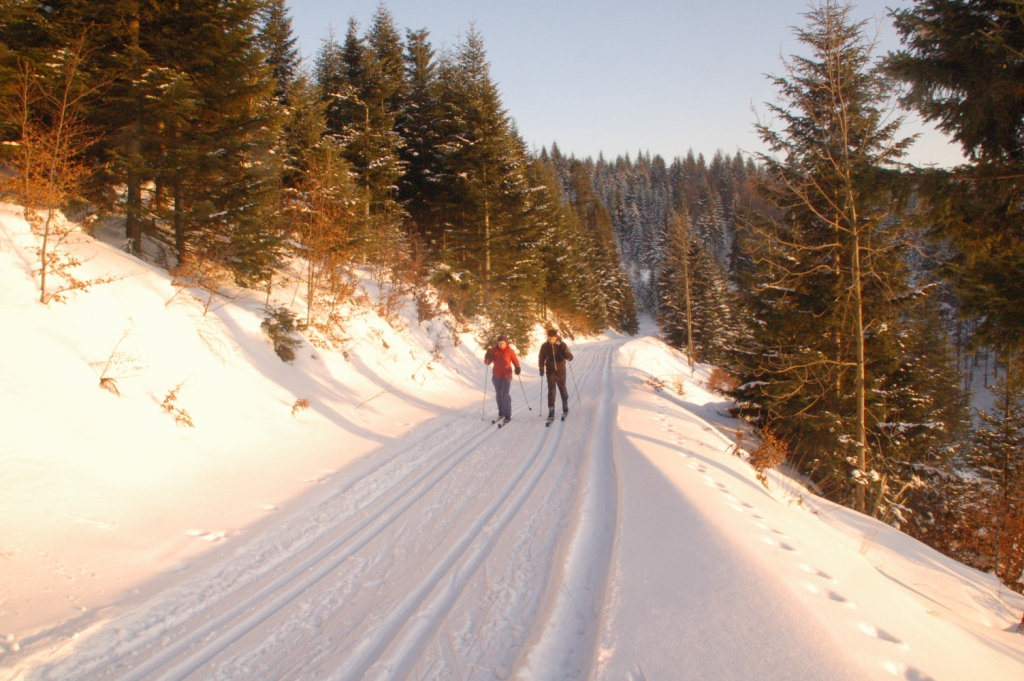
Trasa Narciarstwa Biegowego Mogielica

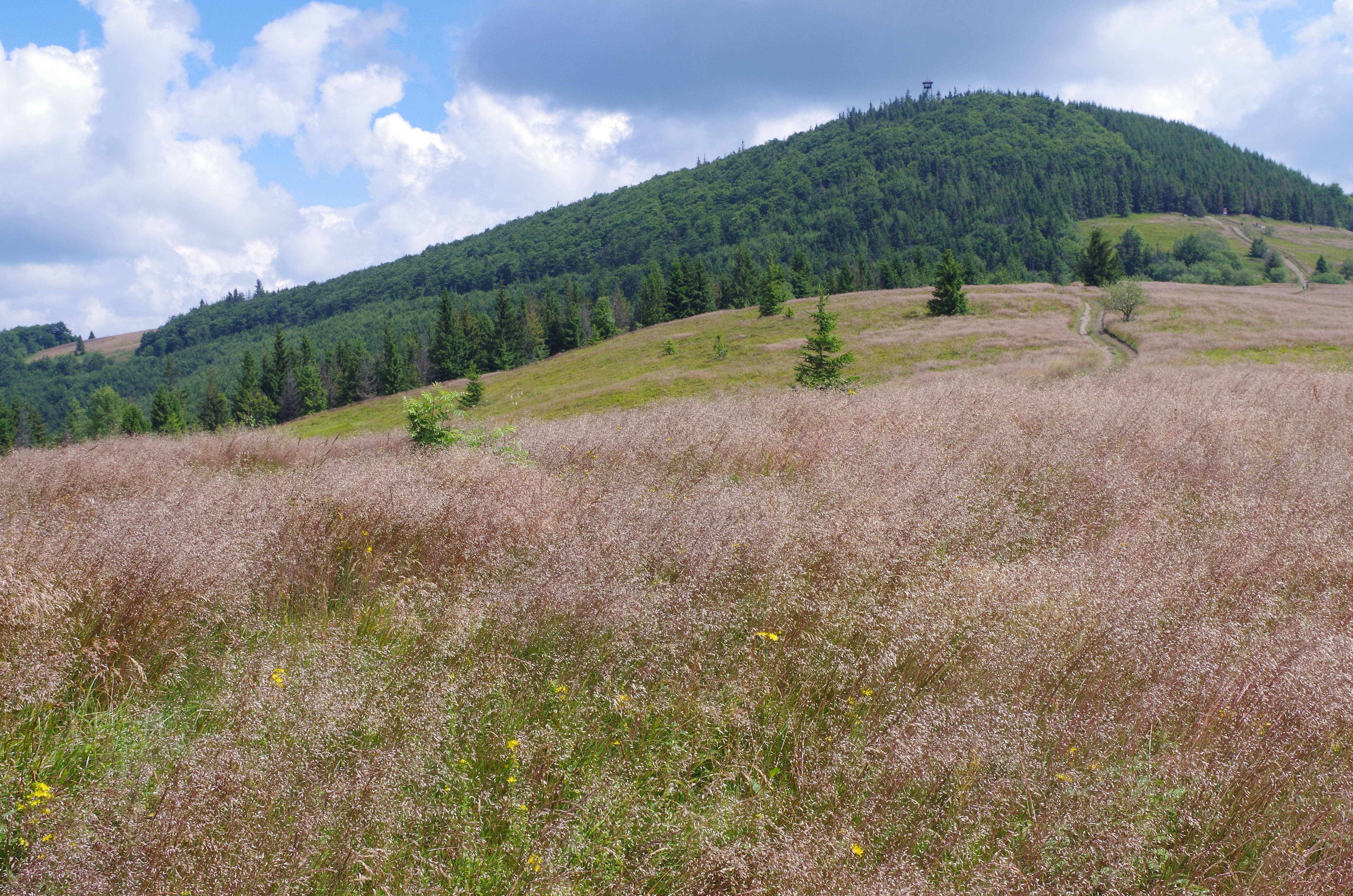
Widok z Polany Stumorgi na wierzchołek Mogielicy

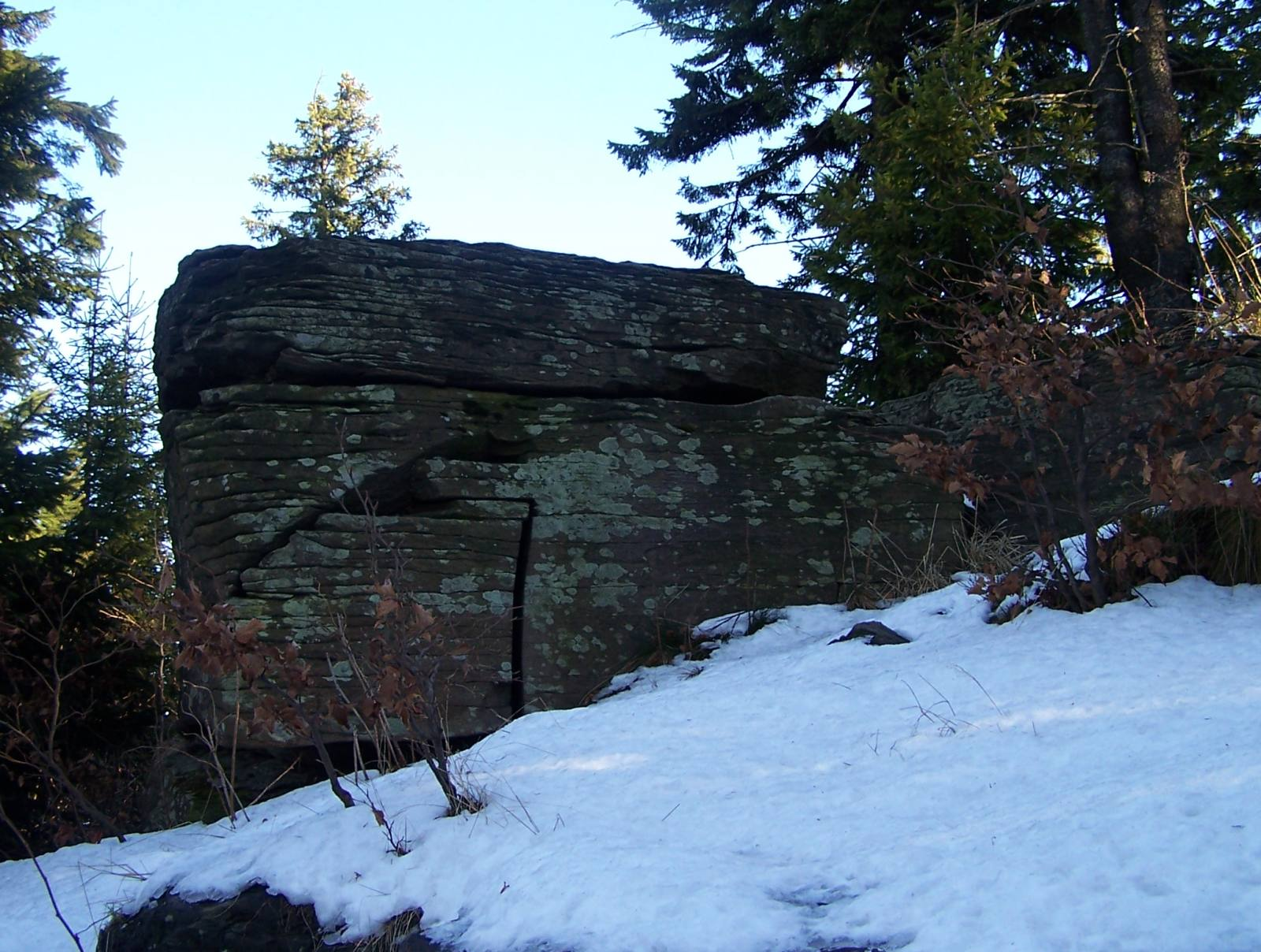
Zbójnicki Stół pod szczytem na północnej grani

'Mogielica – najwyższy szczyt Beskidu Wyspowego (1170,2 m). Wierzchołkowa część masywu Mogielicy jest nazywana przez miejscową ludność Kopą, ze względu na charakterystyczny kształt. W starszej literaturze można spotkać błędną nazwę „Mogielnica”. Z punktów widokowych, na szczycie i na polanach, rozpościerają się szerokie widoki na Beskid Wyspowy, Beskid Sądecki, Pieniny, Gorce, Tatry.

## Topografia
Masyw Mogielicy wznosi się na obszarze trzech wsi: Słopnice, Półrzeczki i Chyszówki. Deniwelacje względem dna dolin leżących u jej podnóża sięgają 760 m. Nie jest typowym wzniesieniem Beskidu Wyspowego, gdyż w różnych kierunkach odchodzą od niego długie boczne grzbiety. Najdłuższy odchodzi w południowym kierunku i poprzez wzniesienia Krzystonowa i Jasienia ciągnie się aż do przełęczy Przysłop. W grzbiecie tym jest jednak dość głęboką przełęcz (pomiędzy Mogielicą a Małym Krzystonowem), przez którą prowadzi dobra, lecz zamknięta dla ruchu pojazdów droga leśna z Półrzeczek do Szczawy. Długi grzbiet tworzy też Mogielica poprzez Zapowiednicę do Przełęczy Słopnickiej. Liczne potoki spływające z Mogielicy zasilają rzeki: Słopniczankę, Łososinę, Kamienicę Gorczańską.

## Przyroda
Rozległy masyw Mogielicy jest porośnięty lasem. Są to głównie lasy świerkowo-jodłowe i buczyna karpacka, wierzchołkowe partie zaś porasta skarlały las świerkowy. Ten las świerkowy to jedyny w całym Beskidzie Wyspowym fragment regla górnego. Wielki kompleks leśny stanowi ostoję wielu rzadkich zwierząt. Z większych ssaków występują tu: borsuk europejski, popielica szara, wydra europejska, jeleń, sarna, dzik, ryś euroazjatycki, okresowo pojawiają się wilki. Z rzadszych płazów występuje kumak górski, traszka górska i karpacka. Kompleksowe badania trwające od 2001 potwierdziły występowanie tutaj aż 105 gatunków ptaków lęgowych, w tym tak rzadkich, jak: głuszec, orlik krzykliwy, cietrzew, puszczyk uralski, włochatka zwyczajna, sóweczka, puchacz, dzięcioły białogrzbiety i trójpalczasty, siwerniak, czeczotka. Dla większości z nich Mogielica jest jedyną ostoją w całym Beskidzie Wyspowym.
Form skalnych jest niewiele. Z rzadka spotkać można niewielkie ostańce skalne i szczeliny skalne. Na północnej grani jest ambona skalna zwana Zbójnickim Stołem, na południowo-wschodnim grzbiecie opadającym do Przełęczy Słopnickiej, przy zielonym szlaku turystycznym znajduje się szereg zwietrzałych skał, natomiast na stromym południowym stoku opadającym od metalowego krzyża na polanę Stumorgi jest skalne rumowisko.
25 lutego 2011 na szczycie Mogielicy oraz na jej północnych stokach utworzono rezerwat przyrody Mogielica o powierzchni 50,44 ha wraz z otuliną o powierzchni 90,69 ha. Głównym celem rezerwatu jest ochrona głuszca i jego biotopu oraz innych rzadkich gatunków ptaków, ich siedlisk przyrodniczych, a także form skalnych.

## Polany
W masywie Mogielicy znajdowało się kilkanaście polan. Największa z polan to położona na południowo-zachodnim grzbiecie poniżej szczytu widokowa polana zwana Stumorgi, Polaną Stumorgową lub Halą Stumorgową. Nazwa hali Stumorgi pochodzi od dawnej jednostki powierzchni – mórg (ok. 0,5 ha). W istocie hala miała powierzchnię większą niż 50 ha. Dawniej funkcjonowała tu wielka hala pasterska, stały na niej szałasy i mieszkańcy Jurkowa wypasali tu ogromne stada owiec. Obecnie, po zaprzestaniu wypasu, polana stopniowo zarasta, a jej powierzchnia uległa już zmniejszeniu. Na północnym grzbiecie znajduje się dużo mniejsza, lecz bardzo widokowa polana Wyśnikówka, stanowiąca charakterystyczny, rozpoznawalny z daleka element sylwetki Mogielicy. Na przedłużeniu tego grzbietu w północno-zachodnim kierunku (przy niebieskim szlaku) znajduje się druga co do wielkości polana o nazwie Cyrla. Na polanie tej nadal prowadzi się koszarowy wypas owiec. Z wszystkich tych polan roztaczają się szerokie widoki. Turyści wędrujący od przełęczy Rydza Śmigłego w dolnej części podejścia przechodzą przez polany Mocurka i Bajorzyska. Inne polany znajdują się poza szlakami turystycznymi lub już zarosły lasem.
Po załamaniu się pasterstwa (z przyczyn ekonomicznych), polany ze szkodą dla walorów turystycznych i różnorodności biologicznej stopniowo zarastają w wyniku naturalnej sukcesji ekologicznej. Obserwować można stopniową zmianę zespołów roślinności (w miejsce niskiej roślinności zielnej wchodzą ziołorośla, borówczyska, zarośla malin). Ostatecznym efektem takiej sukcesji (zespołem klimaksowym) w warunkach Beskidów zawsze jest las.

## Historia
Pierwsze wzmianki o szczycie mamy już z XV wieku. W spisach dóbr królewskich można przeczytać „Tam też wznoszą się piękne Gorcze, zakończone Mogielicą, widną z Krakowa”.
Dawniej na szczycie Mogielicy stała drewniana wieża triangulacyjna (przez miejscowych zwana patrią), wznosząca się wysoko ponad koronami drzew. Pod nią oddział PTTK z Limanowej umieścił specjalną metalową skrzynkę z pamiątkowymi zeszytami, do których mogli wpisywać się zdobywcy szczytu. Wieża ta była kapitalnym punktem widokowym (oczywiście tylko dla odpornych na ekspozycję, wspinaczka trzema długimi, nieosłoniętymi drewnianymi drabinami i pobyt na odkrytym tarasie wymagał pewnej odwagi). Niestety zbutwiała z czasem i w 1980 r. zawaliła się. W sierpniu 2008 roku oddano do użytku nową, 20-metrowej wysokości wieżę widokową udostępnioną bezpłatnie turystom. Z powodu złego stanu technicznego wieżę zamknięto jesienią 2020 r. Nowa wieża została otwarta w 2022 roku.
Kilkadziesiąt metrów na południowy wschód od wierzchołka znajduje się niewielki, metalowy, pamiątkowy krzyż poświęcony Janowi Pawłowi II, który – zanim został papieżem – kilkakrotnie tędy wędrował. Na krzyżu jest tabliczka z jego słowami: „Wobec piękna gór czuję, że On jest... i wtedy zaczynam się modlić”. Według ludowych przekazów z miejsca tego zrzucano w dawnych czasach zwłoki samobójców (w owych czasach Kościół zabraniał ich chowania na poświęconym cmentarzu). Niewielka polanka przy krzyżu jest dobrym punktem widokowym.
W czasie II wojny światowej Hala Stumorgowa wykorzystywana była jako miejsce zrzutów z samolotów alianckich dla działającej w okolicach partyzantki. Przy zielonym szlaku w dolnej części Mogielicy, na niewielkiej polance na „Wyrębiskach” jest krzyż, przy którym odbywały się msze partyzanckie. Na północnych zboczach Mogielicy (od strony Słopnic) 28 stycznia 1944 rozbił się podczas lotu ćwiczebnego samolot niemiecki He 111 H, G1+NS z 8./KG 55. Pięcioosobowa załoga (Gutschmidt, Zogeiser, Meinert, Kohls, Müller) zginęła i jest pochowana na cmentarzu wojskowym w Krakowie.

## Legendy
Z Mogielicą związanych jest wiele legend. Według jednej z nich Mogielica była żoną wielkoluda Łopienia, oddzieloną od małżonka przełęczą (współcześnie jest to przełęcz Rydza-Śmigłego). Według innej legendy na znajdującym się pod szczytem Mogielicy, po jego zachodniej stronie, dużym głazie zwanym Zbójnickim Stołem, zbójnicy liczyli zdobyte pieniądze, które następnie ukryli w jaskini zwanej Marszałkową Studnią na polanie Poręba. Na kociołku z tymi pieniędzmi położone są dwie strzelby. Legendy mają swoje podłoże historyczne – w XVIII wieku ukrywał się na Mogielicy znany beskidzki zbójnik Józef Baczyński wraz ze swoim kompanem Świstakiem (od niego pochodzi nazwa jednego z leżących pod Mogielicą przysiółków Słopnic – „Do Świstaka”). Podobno zrabowane przez niego skarby są zakopane w lesie Mogielicy, a przez kilka lat strzegła ich kochanka Baczyńskiego. Inne jeszcze z ludowych podań lokalizuje ukryty zbójnicki skarb na polanie Brzostek pod Przysłopkiem.

## Turystyka i rekreacja
Od dawna Mogielica była celem wycieczek turystycznych. W kronikach szkoły podstawowej w Słopnicach są notatki, że w 1934 i w innych latach dzieci z nauczycielami obchodziły na jej szczycie „Święto Lasu”. Mogielica należy do Korony Gór Polski. Od dawna rozważa się też wybudowanie schroniska górskiego. Na szczycie Mogielicy od wielu już lat organizowany jest w sierpniu (w przedostatnią niedzielę) coroczny „Złaz turystyczny – Mogielica”. Jego organizatorami są gminy, na których terenie leży ten szczyt, a więc Dobra, Słopnice, Kamienica, a także starostwo Limanowej. Jest możliwość uprawiania turystyki konnej (stadnina koni jest w Chyszówkach) oraz narciarskiej. Popularność szczytu wzrosła od czasu wybudowania na nim wieży widokowej.
Dzięki unikalnemu mikroklimatowi (pokrywa śnieżna utrzymuje się bardzo długo) w masywie góry utworzono Trasę Narciarstwa Biegowego Mogielica. Jest to najwyżej położony i najdłuższy tego typu obiekt w Małopolsce. Obecnie trasa ma 23 km i przebiega szerokimi drogami leśnymi wokół Mogielicy i wciąż jest rozbudowywana.

## Szlaki turystyki pieszej
Mogielica jest ważnym węzłem szlaków turystycznych:
 – zielony z przełęczy Ostrej przez Cichoń, Przełęcz Słopnicką, szczyt Mogielicy (3:15 h, ↓ 2:20 h), Przełęcz Rydza-Śmigłego, Łopień do Dobrej (z Mogielicy 4 h, ↑ 4:45 h),
 – niebieski z Jurkowa przez szczyt Mogielicy 2:45 h, ↓ 2 h, Stumorgową Halę, przełęcz między Mogielicą a Krzystonowem do Szczawy (z Mogielicy 3:30 h, ↑ 4:50 h),
 – żółty z Tymbarku, północnym podnóżem Łopienia, przez Zaświercze, szczyt Mogielicy (5 h, ↓ 4 h), Stumorgową Halę, Krzystonów, Jasień na przełęcz Przysłop (z Mogielicy 3:20 h, ↑ 4.20 h).
szlak papieski – z Limanowej przez Skiełek, Ostrą, Cichoń, Przełęcz Słopnicką, Mogielicę, przełęcz Rydza Śmigłego, Jurków.
 – trasa narciarstwa biegowego okalająca Mogielicę. Pętlę można rozpocząć z przełęczy Słopnickiej, Półrzeczek (osiedle Mrózki), Przełęczy Rydza-Śmigłego lub osiedla Podmogielica